# أحمد بيرمان
أحمد بيرمان (بالتركية: Ahmet Berman)‏ هو لاعب كرة قدم تركي، ولد في 1932 في الفاتح في تركيا، وتوفي في 17 ديسمبر 1980 في إسطنبول في تركيا بسبب نوبة قلبية. شارك مع منتخب تركيا لكرة القدم. أما مع النوادي، فقد لعب مع سيفاسبور وغلطة سراي ونادي بشكتاش ونادي وفاء.

## وصلات خارجية
- أحمد بيرمان على موقع الاتحاد الدولي (مؤرشف)  (الإنجليزية)
- أحمد بيرمان على موقع اتحاد تركيا (لاعب) (الإنجليزية)
- أحمد بيرمان على موقع قاعدة بيانات كرة القدم.إي يو (الإنجليزية)
- أحمد بيرمان على موقع ناشيونال فوتبول تيمز (الإنجليزية)
- أحمد بيرمان على موقع عالم كرة القدم.نت (الإنجليزية)